# 月盾鲎属
月盾鲎属（学名：Lunataspis）是已知的最古老的剑尾目动物。它最早由David Rudkin、Graham Young和Godfrey Nolan在2005年正式描述，发现它的加拿大马尼托巴省北部矿床可追溯到大约4.45亿年前的晚奥陶纪赫南特期。本属的第二个物种 L. borealis 于 2022 年被描述，基于三个标本，包括一个成年个体（ROM IP 64616）和两个幼年个体或亚成年个体（ROM IP 64617 和 ROM IP 64618）。所有标本均在加拿大安大略省金斯敦的海鸥河地层的上部发现，其年代可追溯到约4.55亿年前的奥陶纪桑比期晚期。该遗址当时是古赤道附近的一个暖水平台架。

## 下属物种
本属包括以下物种：
- 曙光月盾鲎 Lunataspis aurora Rudkin, Young & Nowlan, 2008
- Lunataspis borealis Lamsdell, Isotalo, Rudkin & Martin, 2022[1]